# Senon
Senon ist eine französische Gemeinde mit 299 Einwohnern (Stand: 1. Januar 2022) im Département Meuse in der Region Grand Est (bis 2015 Lothringen). Sie gehört zum Arrondissement Verdun und zum Kanton Bouligny. Die Einwohner werden Senonais genannt.

## Geografie
Die Gemeinde Senon liegt am Nordostrand der Landschaft Woëvre, etwa 39 Kilometer nordwestlich von Metz und etwa 23 Kilometer nordöstlich von Verdun. Im Südwesten hat die Gemeinde einen Anteil am Stauweiher Étang d’Amel, der inklusive der Uferbereiche als Naturschutzgebiet ausgewiesen ist (Réserve naturelle de l'Etang d'Amel). Im Norden und Westen der Gemeinde breitet sich das Waldgebiet Forêt Domaniale de Spincourt aus. Zu Senon gehören die Ortsteile Le Ratentout und Remany. Umgeben wird Senon von den Nachbargemeinden Loison im Nordwesten und Norden, Vaudoncourt im Nordosten, Gouraincourt im Osten, Éton im Südosten, Amel-sur-l’Étang im Südosten und Süden, Foameix-Ornel im Süden und Südwesten sowie Gincrey im Südwesten und Westen.

## Bevölkerungsentwicklung
| Jahr                       | 1962 | 1968 | 1975 | 1982 | 1990 | 1999 | 2006 | 2019 |
| Einwohner                  | 343  | 306  | 273  | 246  | 205  | 228  | 289  | 336  |
| Quellen: Cassini und INSEE |      |      |      |      |      |      |      |      |

## Sehenswürdigkeiten
- Kirche Saint-Léonard
- archäologische Grabungsstelle an einer befestigten gallo-römischen Siedlung aus der Zeit zwischen dem 1. und 4. Jahrhundert

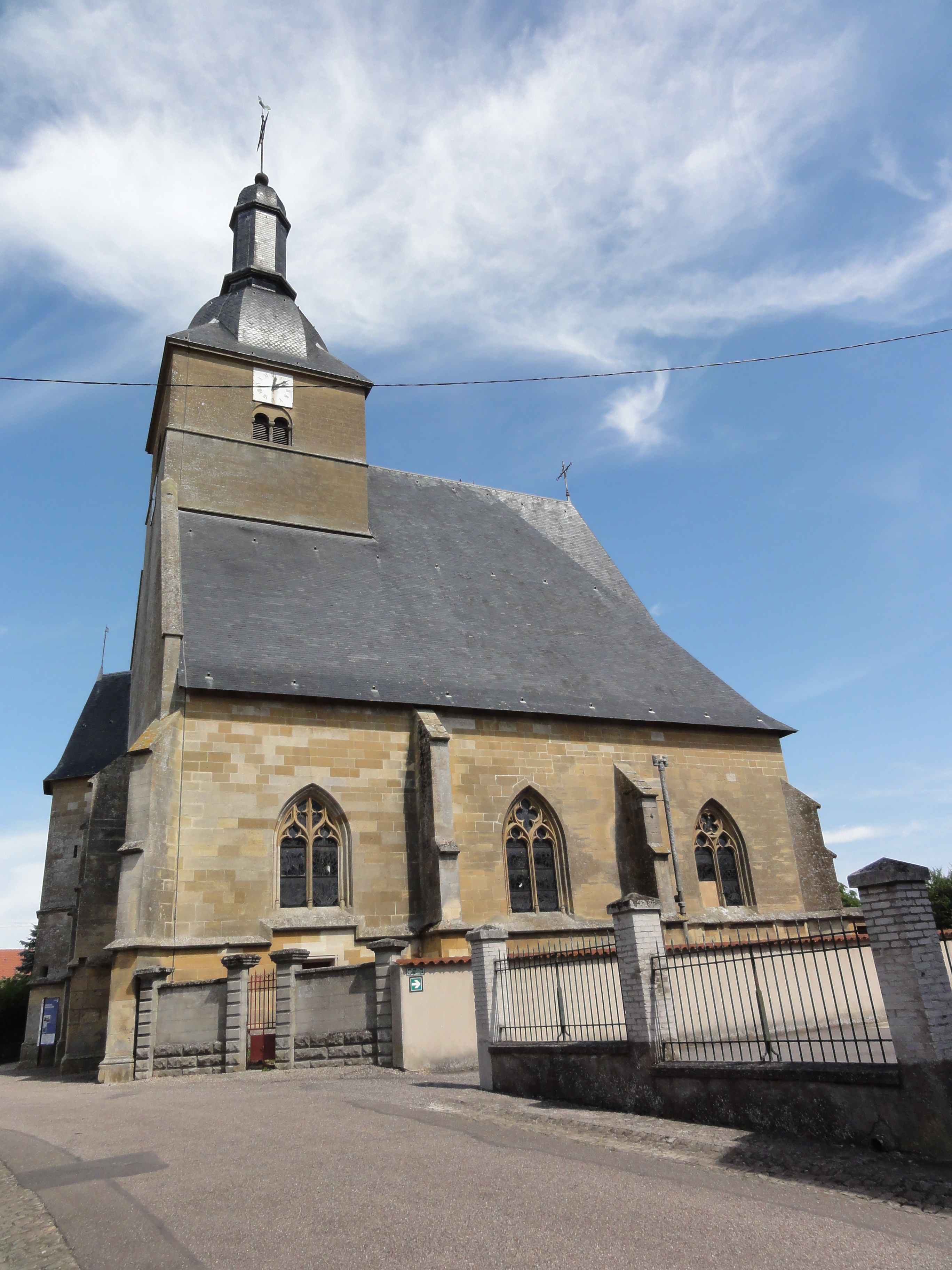
Kirche Saint-Léonard

## Persönlichkeiten
- Joseph de Marliave (1873–1914), Musikwissenschaftler